# 骯髒的手
《骯髒的手》（法語：Les Mains Sales；英語：Dirty Hands）是一部由让-保罗·萨特編寫的戲劇，於 1948 年 4 月 2 日第一次在巴黎安托尼劇院上映。
《骯髒的手》是一部政治戲劇，發生於 1943 至 1945 年第二次世界大戰期間，在一個虛構的國家伊利里亞 (Illyria)。戲劇講述了一個年輕人刺殺一名政治領袖的故事。年輕人身懷任務刺殺該政治領袖未能成功，最終卻因為他的個人恩怨「偶然」殺死了那名領袖。戲劇的矛盾正在於討論這個刺殺任務的意義以及共產主義的思想分歧。

## 劇情
整個事件發生於第二次世界大戰後期，在一個名為伊利里亞的虛構國家。時伊利里亞正面臨被蘇聯吞併的命運，一個名為雨果的年輕共產主義份子被告知賀德雷，無產階級政黨的領袖，想要與非社會主義的政治力量對話（包括親納粹攝政王政府 (The Regent) 以及全國性的抵抗運動五角黨 (The Pentagon) ），並建立一個反對與納粹德國合作、反對共產國際領導，主張獨立自主建立聯合執政的戰後資產階級代議制政府，再和平過渡到社會主義制度。雨果認為賀德雷的政治思想對於無產階級黨而言是一種背叛，而路易斯，另外一名無產階級黨領袖，則教唆雨果通過暗殺的方式阻止賀德雷的政策實施。
雨果則成為了賀德雷德秘書，同他的新婚妻子潔西卡一同搬去和賀德雷共住一個公寓。儘管雨果不斷嘗試告訴潔西卡他的暗殺任務是認真的，潔西卡依舊把整個暗殺當作一場遊戲。她一開始甚至認為雨果配戴的左輪手槍是一個陽具暗示，代表雨果想要告訴潔西卡他沒有辦法取悅她。十天後，賀德雷與其他政黨的會談正式開始。正當賀德雷快要同攝政王政府達成協議的時候，坐在他身旁的雨果找到了最好的暗殺機會；但是，正當他把手伸進口袋想要掏出左輪手槍的時候，一個炸彈爆炸了。沒有人在這場炸彈襲擊中受傷，但雨果十分生氣，因為這破壞了他的絕佳機會。他認為這枚炸彈是路易斯的手下不信任他的表現，想要繞過雨果去殺死賀德雷。他因此喝的酩酊大醉，差點被賀德雷的保鏢發現了他殺手的身份。就在這時，潔西卡以自己有了身孕為由掩護了雨果。（在此處薩特借用了 Lucie Aubrac 的故事，她是法國抵抗運動中的一位女英雄，以自己懷有身孕為理由欺騙蓋世太保並因此救出了她的丈夫 Raymond Aubrac ，一位法國抵抗運動領袖）
作為雨果的朋友，同時也是教唆雨果刺殺賀德雷的人，奧爾嘉謹慎地拜訪了雨果，並承認炸彈是她安放的。她告訴雨果要快點執行他的任務，否則路易斯等人會開始不耐煩。至此，潔西卡才意識到這一切都是嚴肅的政治刺殺任務而不是一場遊戲，她嘗試說服兩人先去同賀德雷討論而不要直接殺死他。雨果同意了並前去同賀德雷對質，他發現賀德雷的務實的政策似乎很有道理，並被賀德雷耐心、真誠的人格打動了。雨果因此想要放棄刺殺賀德雷，但正當他想要向賀德雷坦承，打開賀德雷的房門的時候，他卻發現他的妻子潔西卡正躺在賀德雷的懷裡。他沒有多想，掏出了手槍，在潔西卡的懇求與尖叫中射中了賀德雷。
幾年後，當雨果假釋出獄並見到奧爾嘉的時候，他同奧爾加說他並不清楚他是出於嫉妒還是執行任務而去殺死賀德雷。奧爾加猶猶豫豫地和他說，在他在獄中的時候，無產階級黨聽從了來自莫斯科的指令，已經決定執行賀德雷的政策，和其他政黨組成聯合政府。她辯稱說賀德雷當時的提議太過於超前，黨才決定殺死他；但雨果並不接受這個解釋。雨果也開始疑惑自己存在的意義以及賀德雷德死的意義，並在奧爾嘉的苦苦挽留中最終決定了結自己的生命。

## 主要人物
賀德雷 (Hoederer)，攝政王政府統治下的前國會議員，時無產階級黨領袖。他認為無產階級黨應當同攝政王政府以及五角黨建立聯合政府，以抵抗蘇聯和納粹的入侵。他十分信任同志，甚至在得知雨果想要刺殺他以後仍就相信雨果。他想要幫助雨果去解決他自己內心的矛盾，但最終還是因種種原因被雨果殺死。
雨果 (Hugo Barine)，一名 23 歲的資產階級知識分子。他加入無產階級黨後選擇了走共產主義路線，並假名為拉斯科利尼科夫 (Raskolnikov)。他的父親是一名知名的商人，所以雨果在黨內並不受人待見，大多數黨員都認為他是一個不知道貧窮為何物的富裕知識份子。雨果因此急於向他的同志們（特別對於路易斯和奧爾嘉而言）證明他自己的價值，並發現刺殺賀徳雷就是一次絕佳的機會。
潔西卡 (Jessica)，雨果的妻子。她自稱置身於政治之外，自嘲自己只是一個「把花放進花瓶的人」。一開始她把雨果刺殺賀徳雷的任務當作是一場遊戲，而這樣的態度並沒有支持到他的丈夫雨果；但隨後她發現雨果的意圖是認真的，便竭盡所能去阻止他這麼做。當雨果的刺殺成功而因此入獄時，她很快就中斷了和雨果的聯繫並放棄了她的冠夫姓。
路易斯 (Louis)，另一位無產階級黨領袖，反對賀徳雷建立聯合政府的計劃。
奧爾嘉 (Olga)，路易斯派別的成員，同時也是雨果的好朋友。
卡爾斯基 (Karsky)，五角黨的領袖，與攝政王敵對。
親王 (The Prince)，攝政王之子，是攝政王指派的與賀徳雷談判的代表。

## 歷史背景
這部戲劇是建立在現實的第二次世界大戰之上的，其發生的地點为伊利里亞，在現實中大概位於匈牙利。戲劇中的「無產階級黨」是一個以建設一個「沒有階級的社會」為目標的共產主義政黨；而與此同時，攝政王政府是一個支持納粹德國的法西斯政府，以及五角黨是一個主要由中產階級右翼分子構成的中間派政黨。
在現實中，匈牙利自 1920 年開始被霍爾蒂·米克洛什建立的獨裁攝政政府把持，他支持同納粹德國政府合作的方針，在經濟、政治等方面同德國交流甚多。這樣的方針的結果是匈牙利的經濟低迷狀得以緩和，但國家經濟則開始依賴於德國。
1938 年新任首相 Kálmán Darányi 決議推行親德國與義大利的政策；而戲劇中賀徳雷的提議則同這個政策頗為相似：賀徳雷想要建立伊利里亞聯合政府，以期無產階級黨的無階級社會目標得以實現。

## 後續影響
《骯髒的手》這部戲劇的主要思想之一是薩特擁護的存在主义，但許多人也認為這就是一部純粹的政治戲劇。右翼人士把它當作一部反共產主義的戲劇而支持它，同時左翼人士也因此攻擊這部戲劇。1951 年當這部戲劇的電影版本在法國上映時，法國共產主義份子甚至威脅影院不准上映。實際上，由於種種社會矛盾，這部戲劇在 1948 年第一次演出後直到 1976 年才重新演出。
在東歐社會主義國家，這部戲劇直到 1968 年在布拉格才上映，主要原因則是時布拉格之春正興，社會思潮傾向民主化，而這部戲劇恰恰展示了共產主義內部的差異與矛盾。
同時，批評家認為由於《骯髒的手》的政治與哲學思想過於晦澀而難以被廣大觀眾所理解。
非法語版本的戲劇也有其他的標題，如《刺客》(The Assassin)、《紅手套》(Red Gloves) 等。
在倫敦，英文版本的戲劇第一次於 1982 年在格林尼治劇院演出，採用《刺客》的標題。2017 年戲劇被 Leopold Benedict 改編，而標題為《骯髒的手：英國脫歐的危機》（英語：Dirty Hands: A Brexistential Crisis），以討論後脫歐時代英國的政治。

## 外部連結
- Les Mains Sales 同名電影在 IMDb 上的信息
- TeacherWeb. 'No Exit' and three other plays by Jen-Paul Sartre (full text):

No Exit (Huis Clos);
The Flies (Les Mouches);
Dirty Hands (Les mains sales);
The Respectful Prostitute (La Putain respectueuse).
- 干净的手和肮脏的手：知识分子政治和暴力 - 鳳凰網 （页面存档备份，存于）